# Peace-Dollar

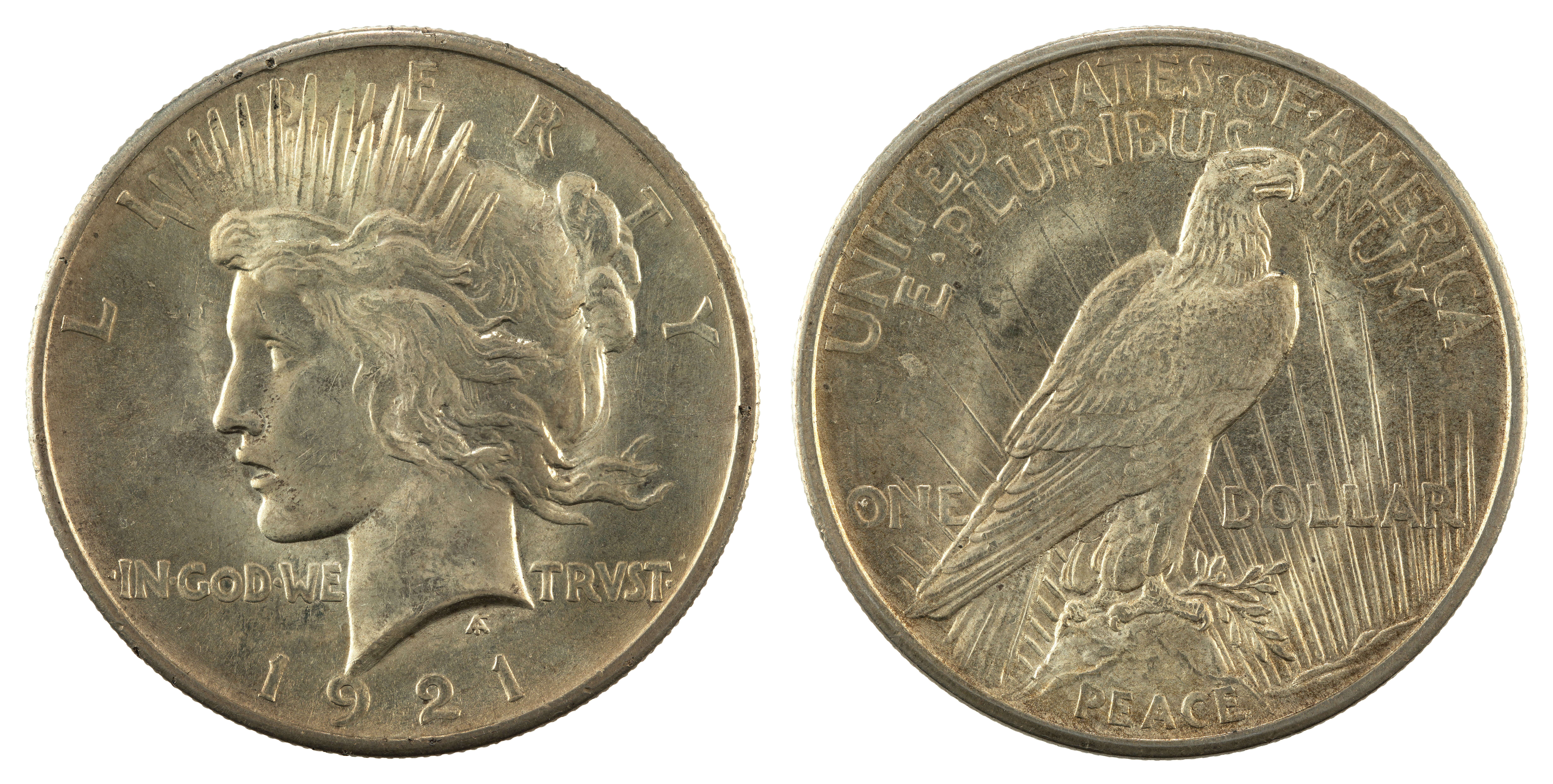
Silberner Peace-Dollar von 1921

Der Peace-Dollar ist eine 1-US-Dollar-Münze aus Silber (900/1000 fein, 26,73g, 38,1mm), die von 1921 bis 1928 und 1934 bis 1935 geprägt wurde. Der Peace-Dollar des Jahrganges 1964 wurde vor der Ausgabe wieder eingezogen. Der Peace-Dollar war für lange Zeit die letzte amerikanische 1-Dollar-Silbermünze. Erst 1986 erschien die Silber-Anlagemünze American Silver Eagle.

## Vorgeschichte
In den Vereinigten Staaten wurden 1-Dollar-Münzen aus Silber seit 1794 geprägt. Die erste Prägung waren die Flowing Hair Silver Dollars, die die Miss Liberty mit wehendem Haar zeigen (1794–1795). Diese Münzen sind heute außerordentlich selten und extrem wertvoll. Der Draped Bust Dollar war dann die zweite Version des US-Dollars und wurde von 1795 bis 1803 geprägt. Erst in den 1830er-Jahren wurde die Produktion von 1-Dollar-Münzen wieder aufgenommen, bis 1921 war dies der Morgan-Dollar. An diesen schloss sich 1921 der Peace-Dollar (bis 1935) an, der mit 10 % Kupferanteil identisch in seinen Eigenschaften mit seiner Vorgängermünze ist.

## Der Peace-Dollar
Das Design gestaltete der aus Palermo stammenden Künstler und Bildhauer Antonio de Francisci (1887–1964). Das Motiv der Lady Liberty auf der Vorderseite entwarf er nach seiner Frau Teresa. Am Halsende der Liberty sind die Initialen des Künstlers "AT" zu finden, der Schriftzug "In God we trust" (Englisch: Auf Gott vertrauen wir) sowie das Prägejahr am unteren Münzrand komplettieren die Vorderseite. Die Rückseite ziert der Weißkopfseeadler als Wappentier der Vereinigten Staaten sitzend auf einer Bergspitze mit einem Olivenzweig in den Fängen. Das Wort "Peace" (Englisch: Frieden) ist auf dem Felsen eingraviert und soll für den Frieden zwischen den USA und Deutschland bzw. den USA und Österreich und Ungarn nach dem Ersten Weltkrieg stehen. Umgeben ist der Adler von Sonnenstrahlen, die Schriftzüge "United States of America" und "E Pluribus Unum" (Lateinisch: Aus vielen Eines) sind untereinander stehend angeordnet. Der Nennwert der Münze ist ein Dollar.

## Münzstättezeichen
Die Münzstättezeichen befinden sich auf der Rückseite in der Nähe der Schwanzfedern des Adlers unter dem "One" von "One Dollar".
- ohne (Philadelphia)
- S (San Francisco)
- D (Denver)

## Quelle
- Friedrich von Schrötter, Nikolaus Bauer, Kurt Regling, Arthur Suhle, Richard Vasmer, Julius Wilcke (Hrsg.): Wörterbuch der Münzkunde. de Gruyter, Berlin u. a. 1930 (2., unveränderter Nachdruck. 1970), S. 151.